# North York Moors
O  North York Moors (também conhecido como  North Yorkshire Moors) é um parque nacional localizado em North Yorkshire, Inglaterra. Cobre uma área de 1.436 km² e tem uma população aproximada de 25.000. O lugar tornou-se parque nacional em 1952, através do National Parks and Access to the Countryside Act de 1949.